# Metaclisis acuta
Metaclisis acuta är en stekelart som beskrevs av Lubomir Masner 1981. Metaclisis acuta ingår i släktet Metaclisis och familjen gallmyggesteklar. Inga underarter finns listade i Catalogue of Life.